# Prädiktionsverfahren
Prädiktionsverfahren liefern in der elektronischen Datenverarbeitung unter Ausnutzung von Redundanz Schätzwerte für Werte eines Datensatzes auf Basis anderer Daten des Satzes.

## Verwendung
- In der Datenkomprimierung werden sie verwendet, um nach der Prognose für einen Wert nur noch die üblicherweise kleinere Differenz (Restwert) zum Vorhersagewert kodieren zu müssen (Delta-Kodierung), die sich zumindest nach Entropiekodierung in der Regel kompakter darstellen lässt.
- In der Signalverarbeitung dienen Prädiktionsverfahren beispielsweise in der Regel als Grundlage verlustfrei komprimierender Kompressionsverfahren für zum Beispiel Audiosignale (siehe Audiodatenkompression).

Je besser die Vorhersage, desto chaotischer und näher an weißem Rauschen wird das Restsignal. Je vorhersagbarer das Ausgangssignal, desto geringer der Pegel des Restsignals, das sich damit nach einer Entropiekodierung umso kompakter darstellen lässt.
Die Restwerte können auch quantisiert werden, um eine Datenreduktion zu erreichen.
- Ein gebräuchliches Verfahren ist beispielsweise die lineare Vorhersage, die in der Nachrichtentechnik zur Komprimierung eines Signaldatenstromes mittels des darauf aufbauenden Linear Predictive Coding (LPC) verwendet wird.